# Massarinaceae
Massarinaceae is een botanische naam, voor een familie van schimmels in de orde Pleosporales. 

## Geslachten
Volgens de Index Fungorum bestaat de familie uit de volgende geslachten: 
- Bertiella (Sacc.) Sacc. (1899)
- Byssothecium Fuckel (1861)
- Epiphegia G.H.Otth ex Aptroot (1998)
- Helminthosporiella Konta & K.D.Hyde (2021)
- Helminthosporium Link (1809)
- Massarina Sacc. (1883)
- Massarinula Géneau (1894)
- Phragmocamarosporium Wijayaw., Yong Wang bis & K.D.Hyde (2018)
- Phragmosperma Theiss. & Syd. (1917)
- Pseudodiaporthe Speg. (1909)
- Pseudodidymosphaeria Thambug. & K.D.Hyde (2015)
- Vaginatispora K.D.Hyde (1995)